# Mariann Knudsen
 Mariann Gajhede Knudsen (* 16. November 1984 in Skagen) ist eine ehemalige dänische Fußballspielerin, die im Mittelfeld für Linköpings FC in Schwedens höchster Spielklasse und für die dänische Frauennationalmannschaft spielte. Am 15. Juni 2014 machte sie beim WM-Qualifikationsspiel gegen Island ihr 100. Länderspiel.

## Karriere

### Vereine

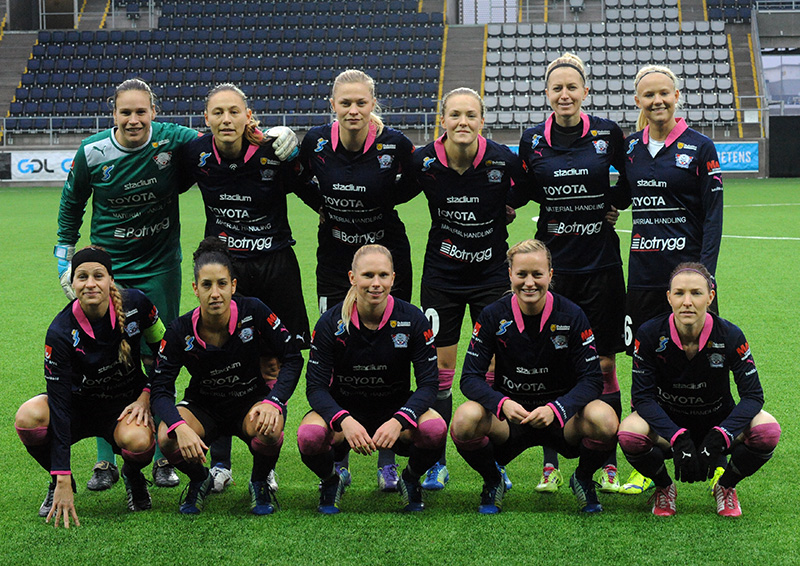
Knudsen (hinten, zweite von links) mit der Mannschaft des Linköpings FC am 8. November 2014 vor dem Champions-League-Spiel gegen Swesda 2005 Perm

Knudsen begann mit 17 Jahren bei B52/Aalborg, wechselte aber bereits nach einem Jahr zum dänischen Meister Fortuna Hjørring und erreichte mit der Mannschaft 2003 die Finalspiele des UEFA Women’s Cup 2002/03 gegen Umeå IK, die aber beide verloren wurden. Es folgten die Meisterschaften 2009 und 2010, dann wechselte sie zum Linköpings FC, mit dem sie 2014 und 2015 den schwedischen Fußballpokal der Frauen gewann und in der Saison 2014/15 das Viertelfinale in der UEFA Women’s Champions League erreichte. Dabei erzielte sie im Rückspiel gegen Brøndby IF den Treffer zum 1:1-Endstand. Da sie das Hinspiel im heimischen Stadion zuvor mit 0:1 verloren hatten, schied sie gegen ihre Landsfrauen aus. Zuvor hatte sie im Achtelfinalhinspiel beim 5:0 gegen Swesda 2005 Perm den letzten Treffer erzielt. Nach dem Gewinn der schwedischen Meisterschaft 2016 beendete sie ihre Karriere.

### Nationalmannschaften
Nachdem Knudsen zuvor die Juniorinnenmannschaften durchlaufen hatte und dabei mit der U-19-Mannschaft das Halbfinale der U-19-Fußball-Europameisterschaft der Frauen 2002 erreicht hatte, bestritt sie mit 18 Jahren ihr erstes A-Länderspiel am 5. Oktober 2003 beim 6:1 gegen Belgien in Brüssel in der Qualifikation für die EM 2005. Dänemark qualifizierte sich dann für die EM, Knudsen wurde in den Kader berufen und kam in den ersten beiden Spielen zum Einsatz. Durch ein 1:2 gegen Finnland im letzten Gruppenspiel, bei dem sie nicht eingesetzt wurde, schieden die Däninnen als Gruppendritter aufgrund des direkten Vergleichs aus. Sie gehörte auch zum Kader für die WM 2015, bei der Dänemark in der Gruppenphase ausschied und damit die Qualifikation für die Olympischen Spiele 2008 verpasste. Dies gelang dann auch nicht in zwei Qualifikationsspielen gegen Schweden, die mit 2:4 und 1:3 verloren wurden und bei denen sie jeweils in der Startelf stand.
Beim Algarve-Cup 2009 konnte dann im Spiel um Platz 3 Weltmeister Deutschland mit 1:0 besiegt werden. Danach folgte für sie aber aufgrund eines Kreuzbandrisses eine 15-monatige Länderspielpause, so dass sie nicht an der EM 2009 teilnehmen konnte.
In der Qualifikation für die WM 2011 gelang ihr zwar am 19. Juni 2010 in ihrem 56. Länderspiel und ersten Länderspiel nach der verletzungsbedingten Pause beim 7:0 gegen Griechenland ihr erstes Länderspieltor und Dänemark schloss die Gruppe als Gruppensieger ab, in den anschließenden Playoffs scheiterten sie aber erneut an Schweden. Dagegen konnte sich Dänemark dann wieder für die Fußball-Europameisterschaft der Frauen 2013 qualifizieren und im Eröffnungsspiel beim 1:1 gegen Gastgeber Schweden gelang ihr das erste Turniertor. Im Halbfinale gegen Norwegen gelang ihr dann in der 87. Minute der Treffer zum 1:1-Ausgleich, der zur Verlängerung und anschließendem Elfmeterschießen führte. Dieses verloren die Däninnen aber mit 2:4 und verpassten damit den ersten Einzug in ein EM-Finale.
Die Qualifikation für die WM 2015 wurde dann mit 10 Punkten Rückstand auf die erstmals qualifizierten Schweizerinnen als Gruppendritter deutlich verpasst.
Nachdem sie in der Qualifikation für die EM 2017 noch zu zwei Einsätzen gekommen war, wurde sie für den Algarve-Cup 2016 und das Qualifikationsspiel im April 2016 nicht berücksichtigt.

## Erfolge
- UEFA-Women’s-Cup-Finalist: 2003
- Dänischer Meister mit Fortuna Hjørring: 2002, 2009, 2010
- Dänischer Pokalsieger: 2002, 2006, 2008
- Schwedischer Pokalsieger 2013/14, 2014/15
- Schwedischer Meister 2016

## Auszeichnungen
- Årets Spiller 2008 und 2014